# Parafia Świętych Apostołów Piotra i Pawła w Świerżeniu Nowym
Parafia Świętych Apostołów Piotra i Pawła w Świerżeniu Nowym – rzymskokatolicka parafia znajdująca się w archidiecezji mińsko-mohylewskiej, w dekanacie stołpeckim, na Białorusi.

## Historia
Kościół powstał w 1588 z fundacji kasztelana trockiego Mikołaja Krzysztofa Radziwiłła Sierotki. W XIX w. parafia liczyła ok. 6000 wiernych.
28 czerwca 1942 Niemcy aresztowali proboszcza świerżeńskiego ks. Wacława Nejmaka. Razem z nim aresztowano także księży ze Stołpców proboszcza ks. Kazimierza Dąbrowskiego i ks. Antoniego Leusza. Po pobycie w więzieniu w Stołpcach, 2 listopada 1942 wywiezieni zostali do obozu koncentracyjnego Kołdyczewo, gdzie zostali zagazowani w przekształconym w komorę gazową samochodzie, wraz z co najmniej 4 innymi kapłanami.
W 1946 kościół został znacjonalizowany i rozgrabiony przez komunistów. Następnie mieścił się w nim magazyn nawozów. Zwrócony wiernym w 1990 i wyremontowany.